# Kaki
Plaquemine du Japon, Plaquemine de Chine
Cet article concerne le fruit. Pour les autres significations, voir Kaki (homonymie).

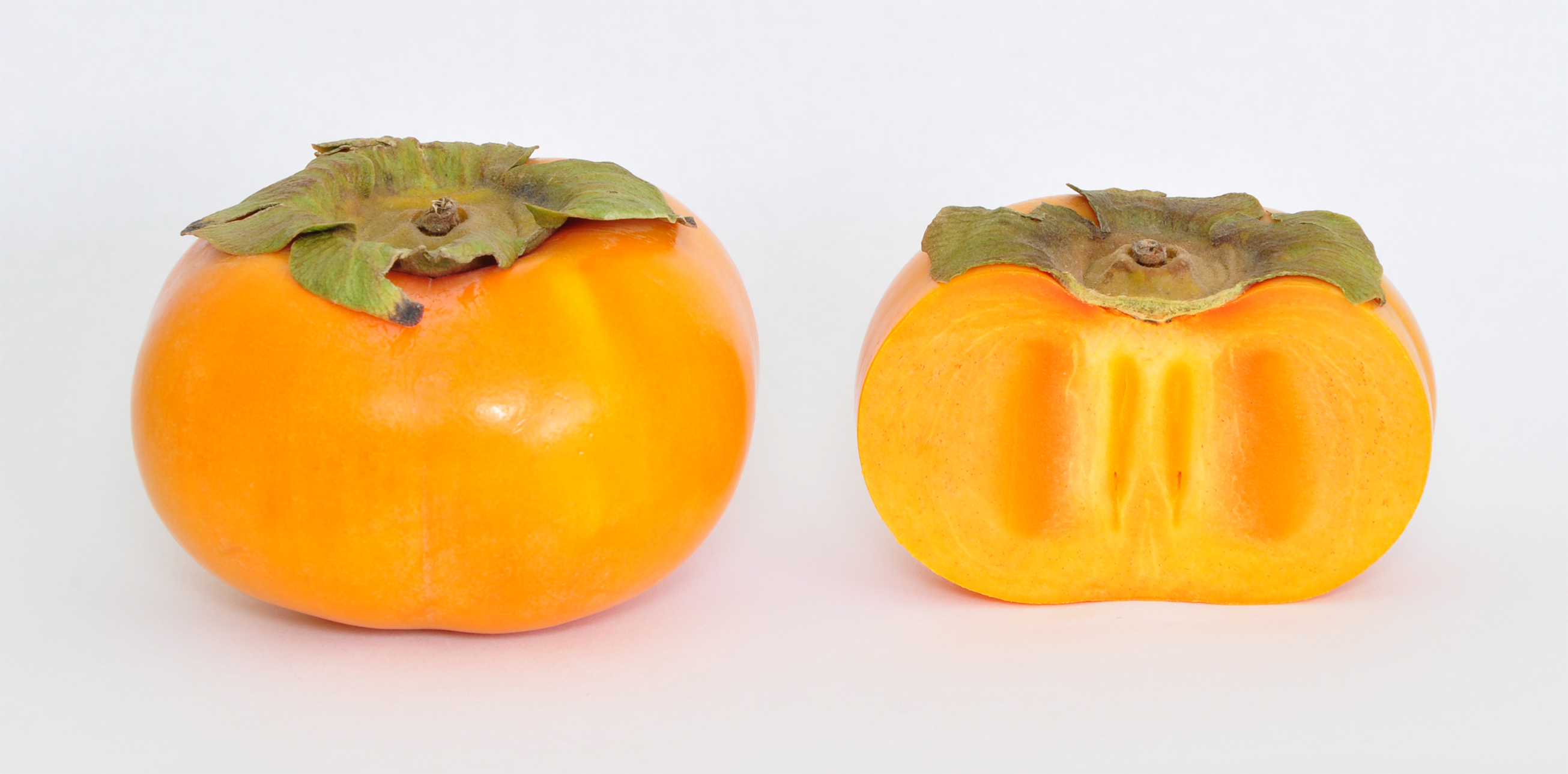
Kaki de variété fuyu, entier et en coupe longitudinale.

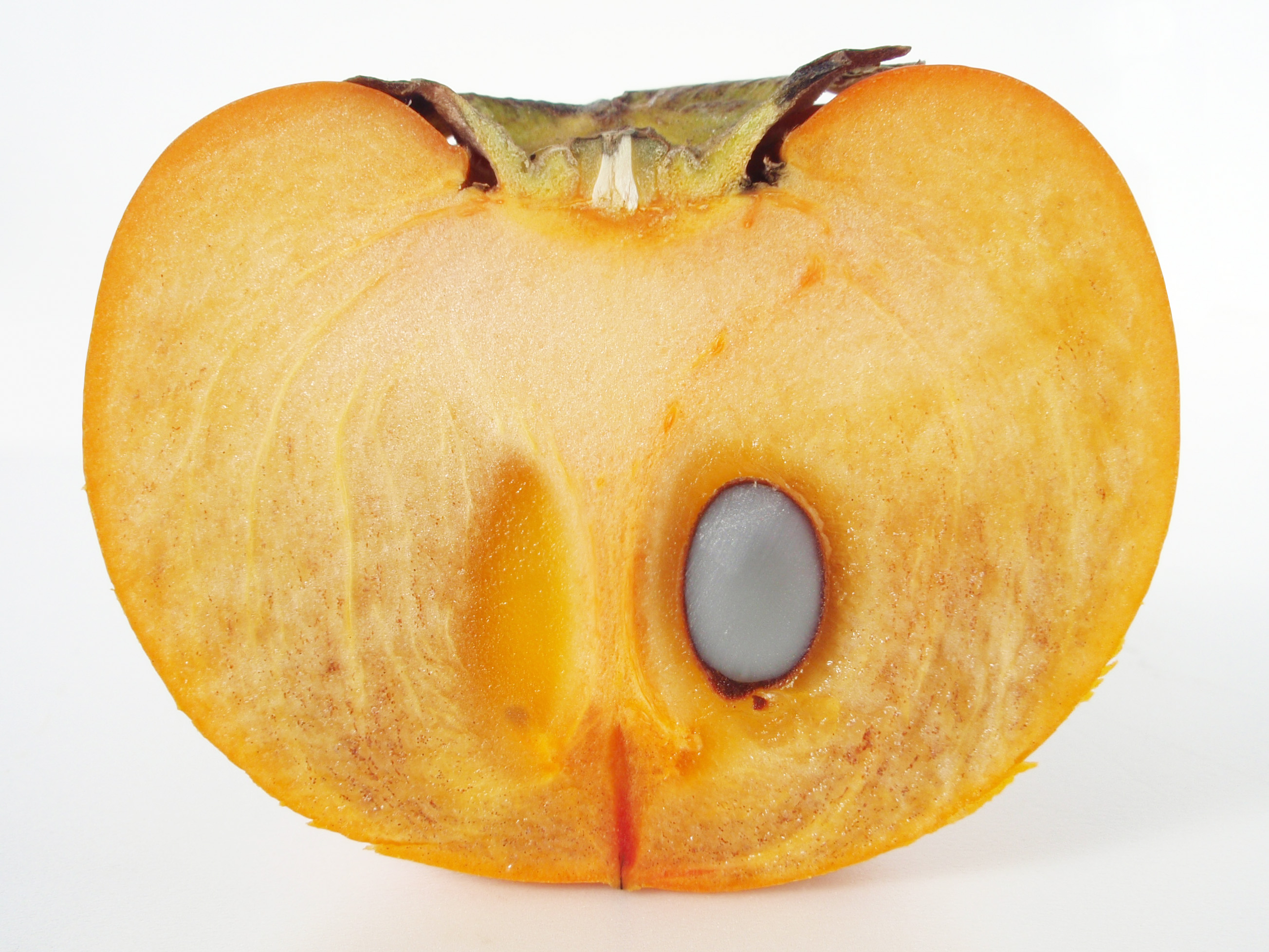
Selon les variétés le fruit charnu peut contenir ou non des graines appelées pépins. Il s'agit d'une baie.

Le kaki, appelé aussi plaquemine du Japon, plaquemine de Chine, ou anciennement figue caque, est le fruit du plaqueminier du Japon (Diospyros kaki), de la famille des Ébénacées. Il est traditionnellement produit en Asie, de l'Inde au Japon, et notamment en Chine, à Taïwan et en Corée.

## Histoire
Le plaqueminier du Japon a été domestiqué en Chine du Sud, on y rencontre des traces de fruits cultivés au néolithique. Il y est mentionné depuis 2 500 ans. Deux centres de domestication séparés ont été mis en évidence par la génétique : la Chine et le Japon, centre secondaire, où il serait arrivé au VIIIe siècle. La biodiversité des cultivars est impressionnante (plus de 1 000 cultivars nommés au Japon dont la National Fruit Germplasm Repository for Persimmon comprend 560 cultivars). Les deux centres possèdent des variétés astringentes (PCA) et non astringentes (PCNA).

Le père jésuite Matteo Ricci lors de son séjour en Chine l'évoque pour la première fois en Occident : 

« Il y a aussi une autre espèce, que les Portugais appellent “figue chinoise”, qui est un fruit très savoureux et d'un bel aspect. Les Portugais l'appellent “figue” seulement parce qu'on peut en manger de sèches, car autrement il n'a rien de semblable et approche plutôt par sa forme d'une grosse pêche qui serait de couleur rousse et n'aurait ni duvet ni noyau. »

— Matteo Ricci, De Christiana Expeditione apud Sinas… Lyon, 1616. I, 3.
La première description botanique de l'arbre est l'œuvre d'un collaborateur et ancien élève de Linné, Carl Peter Thunberg, qui séjourna au Japon en 1775-1776.

## Répartition

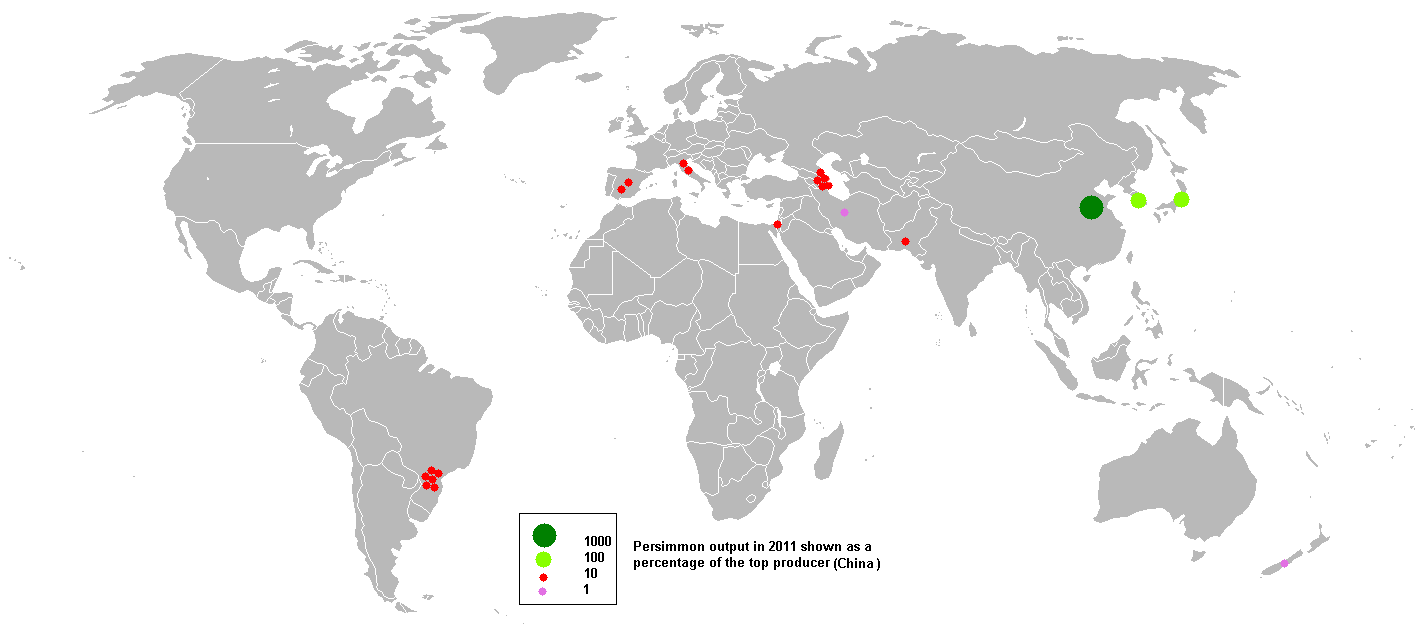
Les endroits du globe où l'on produit le plus ce fruit.

Originaire de l'est de la Chine et fruit national du Japon et de la Corée, on le cultive aussi au Brésil, au Viêt Nam, à Taïwan, au Liban, en Iran, en Israël, en Italie, en Espagne, au Portugal, aux États-Unis, dans le Midi de la France et en Corse ainsi qu'en Afrique du Nord — plus précisément au Maroc, en Algérie et en Tunisie. Certaines hypothèses lui donnent comme ancêtre sauvage une espèce poussant du nord-est de l'Inde à l'Indochine. Il en existe aujourd'hui plus de 2 800 variétés. Si la Chine est le principal producteur au monde, parmi les pays de l'est de l'Asie, dont le kaki est originaire, la Corée dépasse aujourd'hui le Japon. Dans le sud de la péninsule coréenne, la principale région de production est celle de Sangju ; dans le nord, le comté d'Anbyeon.
| 1                | Chine        | 3 084 458 |
| 2                | Espagne      | 492 320   |
| 3                | Corée du Sud | 346 679   |
| 4                | Japon        | 208 000   |
| 5                | Azerbaïdjan  | 160 092   |
| 6                | Brésil       | 156 935   |
| 7                | Taïwan       | 84 301    |
| 8                | Ouzbékistan  | 71 214    |
| 9                | Italie       | 47 615    |
| 10               | Israël       | 28 000    |
| Source : FAOSTAT |              |           |

| 1                | Chine        | 3 356 776 |
| 2                | Corée du Sud | 200 610   |
| 3                | Azerbaïdjan  | 192 474   |
| 4                | Japon        | 187 900   |
| 5                | Brésil       | 170 242   |
| 6                | Ouzbékistan  | 83 600    |
| 7                | Taïwan       | 72 662    |
| 8                | Iran         | 31 318    |
| 9                | Israël       | 30 000    |
| 10               | Népal        | 2 974     |
| Source : FAOSTAT |              |           |

## Description

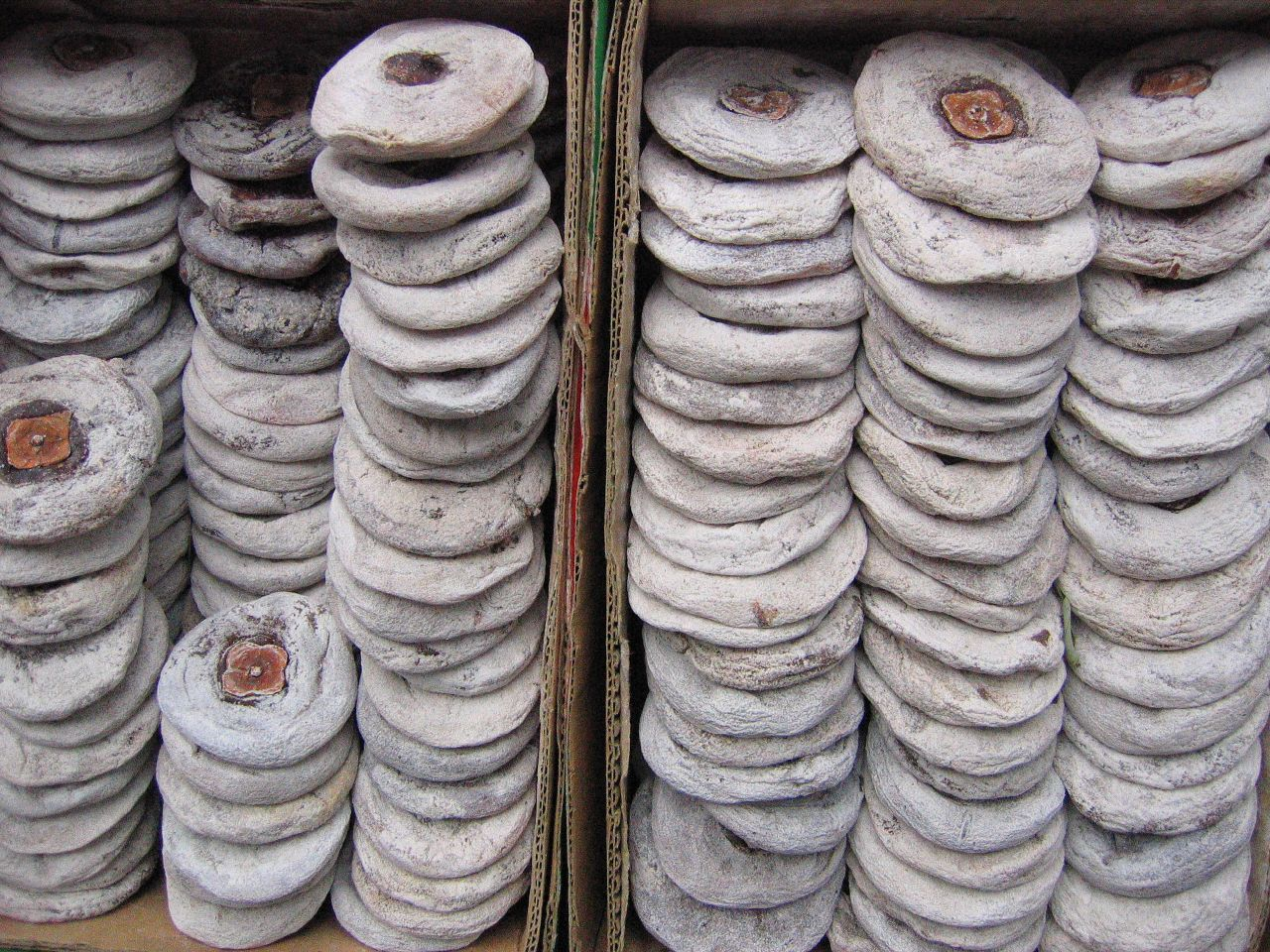
Kakis séchés sur un marché à Xi'an, en Chine.

L'arbre mesure de 5 à 10 mètres de haut. Ses feuilles sont simples, larges, ovales et alternes, de couleur verte rougissante à l'automne. Ses fleurs, blanches, jaunâtres ou verdâtres, sont en bouquet pour les mâles et solitaires pour les femelles.
Le fruit peut peser plus de 500 grammes. Il est d'une teinte orangée, avec une peau translucide à maturité. Il peut contenir jusqu'à huit graines et il reste accroché à l'arbre après la chute des feuilles. Il contient différents pigments, carotènes, lycopènes et xanthines en abondance, et c'est l'un des fruits les plus riches en provitamine A.
Le kaki est un fruit climactérique dont la maturation peut être contrôlée après la cueillette, mais il est préférable de le cueillir à complète maturité, presque blet. Le kaki, laissé à l'air ambiant, poursuivra son mûrissement naturellement. On peut le mettre dans un sac en papier pour accélérer sa maturation, ou le mettre en compagnie de pommes dans une caisse en plastique non ajourée recouverte d'un papier. Une fois mûr, il est possible de le mettre au réfrigérateur où il se conservera quelques jours. Il supporte bien la congélation.
Lorsqu'ils sont mûrs, ce sont des fruits très fragiles, qui pourrissent facilement, et qui sont difficiles à transporter. Il faut donc choisir soigneusement ce fruit à l'étalage. Malgré tout, la moitié de la production japonaise est faite à partir de cultivars astringents.

### Types de fruit

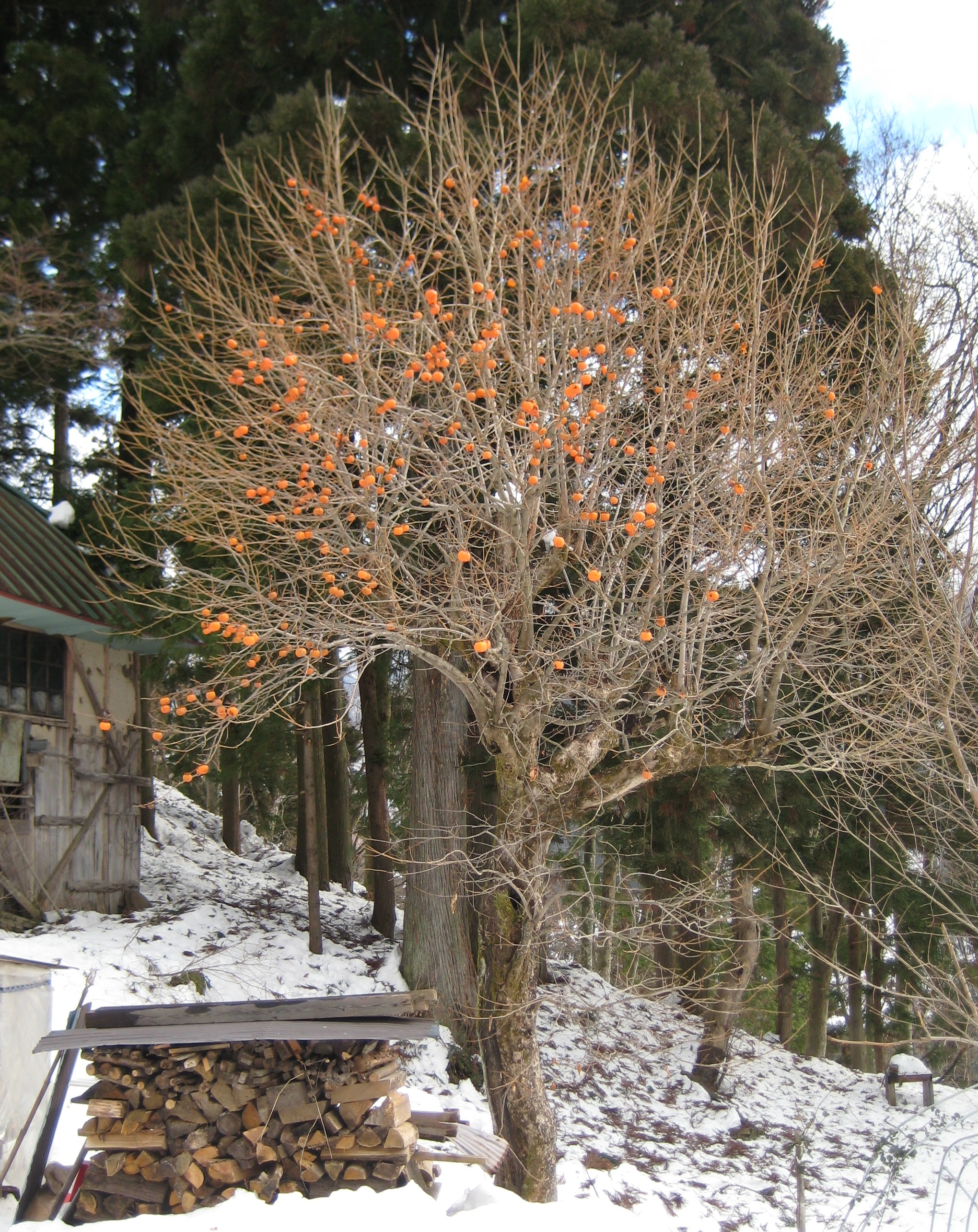
Kaki en hiver (préfecture de Nagano, Japon) : les fruits restent à blettir sur l'arbre alors que les feuilles sont tombées. Photo de James Heilman MD.

Deux critères entrent en ligne de compte pour caractériser quatre types de kaki. La maturité et la pollinisation.
- La maturité — Le kaki présente deux périodes différentes de maturité :
  - La maturité de récolte caractérisée par la coloration de l'épiderme du fruit qui perd totalement sa couleur verte. Il peut être récolté à ce stade.
  - La maturité physiologique (maturité de consommation) est celle où le fruit atteint sa plus haute teneur en sucre. Il peut alors être consommé.

- La fécondation — Le plaqueminier du Japon a la particularité de pouvoir être parthénocarpique, c'est-à-dire de former des fruits sans pollinisation. Le fruit sera alors apyrène (sans pépins). Selon les variétés, l'absence ou la présence de pollinisation peut influencer la teneur en tanins.

En tenant compte des deux critères qui précèdent, les variétés sont classées en quatre types prenant en compte la teneur en tanins du fruit, l'astringence et l'influence de la pollinisation sur cette astringence :
- PCA Pollination Constant Astringent (astringent, constant à la pollinisation) — À maturité de récolte, les fruits ne sont pas consommables qu'ils soient fécondés ou pas et ne peuvent être consommés qu'au stade de maturité physiologique. Entre le stade de récolte et celui de consommation, l'épiderme est d'abord jaune à orange pour devenir de plus en plus foncé selon les variétés, parfois presque rouge pour certaines. Il faut attendre la maturité physiologique pour les consommer. À ce stade, le fruit est mou, sucré, les tanins ont disparu.

- PVA Pollination Variant Astringent (astringent, variant à la pollinisation) — À maturité de récolte, les fruits ne sont pas consommables qu'ils soient fécondés ou pas et ne peuvent être consommés qu'au stade de maturité physiologique. Cependant, une petite zone marron sans tanins existe autour de chaque pépin formé, mais le fruit reste trop astringent pour pouvoir être consommé. Il faut attendre la maturité physiologique pour les consommer.

- PVNA Pollination Variant Non Astringent (non astringent, variant à la pollinisation) — Selon le degré de pollinisation et les variétés, les fruits de ce type peuvent être non astringents. Lorsque le fruit contient au moins trois pépins ou plus selon les variétés, la pulpe est non astringente à maturité de récolte. Les fruits contenant moins de pépins sont insuffisamment fécondés et sont astringents. Il faut attendre la maturité physiologique pour les consommer. Les variétés de ce type nécessitent la présence d'arbres pollinisateurs si l'on veut les consommer à la récolte. Certaines variétés sont autopollinisatrices.

- PCNA Pollination Constant Non Astringent (non astringent, constant à la pollinisation) — À maturité de récolte, les fruits ne sont pas astringents et peuvent être consommés immédiatement ; ils sont alors croquants. Que les fruits soient fécondés ou non n'influence pas l'astringence. À ce stade, l'épiderme est toujours jaune plus ou moins foncé et le taux de sucre est très bas. La pigmentation épidermique et le taux de sucre augmentent avec le temps tandis que la fermeté de la chair diminue jusqu'à devenir molle. La génétique du caractère PCNA a été décrite en 2018 chez 237 plantes : 6 allèles récessifs homozygotes interviennent, avec diverses configurations, dans ces cultivars hexaploïdes[10].

### Astringence
L'origine de la sensation d'astringence réside dans la présence de tanins solubles. Les divers traitements anti-astringence (à l'eau chaude, à l'éthanol, ou au CO2) ont pour effet de produire une accumulation d'éthanal (acétaldéhyde) dans la chair du fruit qui réagit avec le tanin pour produire un gel insoluble. La perception de l'astringence disparaît en dessous du seuil de 1,0 mg/g MF de tanins solubles.
Une équipe sino-japonaise a cherché à voir l'efficacité relative des traitements à l'éthanol et au gaz carbonique pour 25 cultivars japonais et chinois. À maturité, les fruits très astringents contenaient de 8,1 mg/g MF (« damopan ») à 23,3 mg/g MF (« tsurunoko ») de tanins solubles.
Le traitement au CO2 consistait à enfermer les fruits pendant 24 heures dans un sac rempli de gaz carbonique à 28 °C ; le traitement à l'éthanol, à les garder sept jours dans un sac contenant de l'éthanol (7,5 mL à 35 % par kg) à 20 °C.
Le traitement au gaz carbonique a supprimé l'astringence de huit cultivars chinois et sept japonais mais seul un cultivar japonais « Hiratanenashi » a perdu son astringence par le traitement à l'alcool. De même le traitement au CO2 a diminué de manière beaucoup plus significative les tanins solubles que le traitement à l'éthanol.
Le traitement au CO2 est donc le plus efficace mais l'astringence de certains cultivars semble difficile à traiter.
Sharon est le nom commercial de la variété « Triumph » dont l'astringence est éliminée chimiquement. Il est cultivé sans fécondation pour obtenir des fruits apyrènes (sans pépins). Son marché est en développement rapide. Les sharons commercialisés en Europe viennent souvent d'Espagne, d'Israël (le premier producteur mondial avec 30 000 tonnes en 2005) ou d'Afrique du Sud (à contre-saison notamment).
Plusieurs cultivars naturellement non astringents de type PVNA et PCNA ont été développés comme la variété « fuyu ».
Contrairement aux kakis classiques dont on récolte les fruits après les premières gelées, en fin d'automne, la variété fuyu est non astringente : les fruits se récoltent dès le mois d'octobre ; ils sont croquants, à saveur douce d'où leur surnom de kaki-pomme. Pour les amateurs, les kakis-pommes, adaptés aux marchés modernes, sont différents du kaki : ils ont  moins de goût et n'ont pas la texture douce et fondante caractéristique du kaki des variétés anciennes, qui se mangent plutôt à la petite cuillère.
- Variétés de type PCA : « Atago », « Costata », « Hachiya », « Lycopersicon », « Tamopan », « Yokono »
- Variétés de type PVA : « Aizumishiraju », « Hiratanenashi »
- Variétés de type PVNA : « Amankaki », « Giboshi », « Hyakume », « Kaki tipo », « Mercatelli », « Shogatsu »
- Variétés de type PCNA : « Fuyu », « Hana fuyu », « Jiro », « Ō-gosho », « Suruga »

Les deux variétés japonaises les plus connues sont le « Hachiya » et le « Fuyu ».
La variété « Rojo brillante » est bien connue en Espagne où elle bénéficie d'une appellation d'origine protégée Kaki Ribera del Xúquer. Le fruit de la sous-variété "Persimon" est récolté non mûr et subit un traitement au dioxyde de carbone qui le rend non astringent. L'arbre est vigoureux et très productif.

## Utilisation du fruit: alimentation

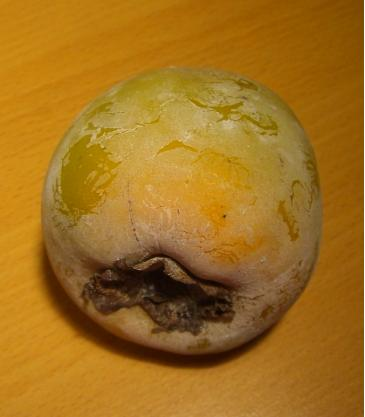
Kaki trempé dans de la chaux.

En république populaire de Chine et au Japon, les fruits des cultivars astringents sont mangés crus ou après avoir été pelés et séchés pour être consommés l'hiver et le printemps suivant. Au Japon, on élimine l'astringence des fruits en les trempant dans l'eau chaude ou en les enfermant dans une chambre remplie de gaz carbonique (80 à 90 % pendant 24 h) ou de vapeur d'éthanol.
Dans certains pays comme Taïwan, les kakis astringents à la récolte sont mis à tremper dans des jarres étanches contenant de la chaux liquide, qui leur retire leur amertume et leur donne un certain croquant. La durée de trempage dépend de la température ; elle va de cinq à sept jours pour une température ambiante entre 25 et 28 °C. L'alcool (gaoliang par exemple) est aussi occasionnellement utilisé.
On utilise les jeunes feuilles pour faire un thé de feuille de plaqueminier très riche en antioxydants en Asie,.
D'autres espèces du genre Diospyros sont consommées, par exemple le fruit du plaqueminier de Virginie (Diospyros virginiana) qui sert à cuisiner des puddings, lors de Festivals du Persimmon au début de l'hiver en Indiana et en Virginie. Sa consommation en automne, alors qu'il est encore vert et très astringent, provoque une notable augmentation saisonnière de la fréquence de l'occlusion intestinale.

## Utilisation du fruit: Conservation du bois avec le jus de kaki
Pour les bois utilisés dans l'architecture, afin de leur faire bénéficier de propriétés imperméabilisantes, insecticides et antifongiques, les Japonais utilisent le kakishibu, jus d'une certaine variété de kaki à petits fruits (le 'shibu kaki'). Ces usages ont été retenus en France, au moins, lors de la restauration des pavillons Albert Kahn en 2014. Employé largement au Japon, la couleur brune du jus de kaki confère un trait caractéristique à l'architecture traditionnelle japonaise.

## Valeur nutritive
| Kaki cru, var. Sharon (valeur nutritive pour 100 g, d'après DTU) |                              |                                 |                                    |
| eau : 75,5 g                                                     | cendres totales : 0,5 g      | fibres : 5,9 g                  | valeur énergétique : 361 kJ        |
| protéines : 0,7 g                                                | lipides : 0,3 g              | glucides : 23,0 g               | sucres simples : 17,1 g            |
| oligo-éléments                                                   |                              |                                 |                                    |
| potassium : 208 mg                                               | magnésium : 11 mg            | phosphore : 17 mg               | calcium : 18 mg                    |
| sodium : 10 mg                                                   | cuivre : 0,113 mg            | fer : 0,15 mg                   | zinc : 52 µg                       |
| vitamines                                                        |                              |                                 |                                    |
| vitamine C : 7,50 mg                                             | vitamine B1 : 30 µg          | vitamine B2 : 20 µg             | vitamine B3 : 100 µg               |
| vitamine B5 : µg                                                 | vitamine B6 : 30 µg          | vitamine B9 : 8 µg              | vitamine B12 : 0 µg                |
| vitamine A : 35,0 UI                                             | rétinol : 0 µg               | vitamine E : µg                 | vitamine K : µg                    |
| acides gras                                                      |                              |                                 |                                    |
| saturés : 0,0 mg                                                 | mono-insaturés : 0,1 mg      | poly-insaturés : 0,2 mg         | cholestérol : 0 mg                 |
|                                                                  |                              |                                 |                                    |
| Flavanols et proanthocyanidols, d'après Phenol-Explorer          |                              |                                 |                                    |
| (+)-catéchine : 0,63 mg                                          | (+)-gallocatéchine : 0,17 mg | procyanidol dimère B1 : 0,13 mg | prodelphinidol dimère B3 : 0,30 mg |

Le kaki est un fruit assez énergétique. Il fournit de 270 à 360 kJ (kilojoules) pour 100 g, ce qui le situe aux environs des cerises et du raisin.
Le kaki est riche en polyphénols et en particulier :
- flavanols ((+)-catéchine, (+)-gallocatéchine) ;
- tanins condensés (procyanidols dimères B1, B3, trimère EEC, prodelphinidol dimère B3).

La couleur orangée du kaki est due aux carotènes, lycopènes et xanthines en quantité notable.
Points forts du kaki : c'est un fruit contenant très peu de sodium, c'est une bonne source de fer et une très bonne source de vitamine C. En revanche on ne sait pas si les pépins sont comestibles (c'est un problème à ne pas négliger si on utilise le kaki avec un extracteur de jus qui broie aussi les pépins qui se trouvent occasionnellement dans les kakis).[source insuffisante]

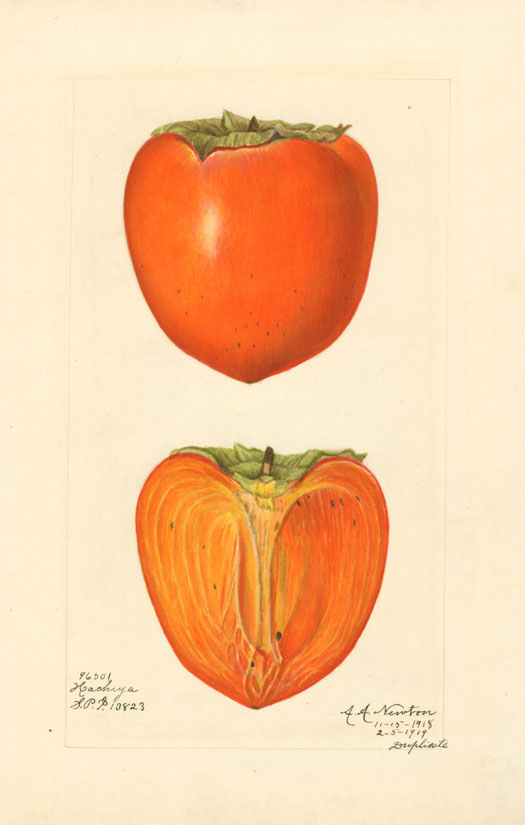
Kaki d'Asie (variété Hachiya), aquarelle de 1887.

## Étymologie
Le mot kaki est emprunté au japonais kaki (柿), litt. le fruit kaki.
On pensait que le mot Plaquemine venait de l'algonquin piakimin (1682, Lett. de M. de La Sale) désignant le plaqueminier de Virginie (Diospyros virginiana) en Amérique du Nord mais les Algonquins vivaient dans le nord de l'Amérique du Nord et le plaqueminier est originaire du sud de l'Amérique du Nord. Le mot Piakimin serait en fait d'origine atakapa, un peuple autochtone vivant au Sud du Mississippi (Louisiane, Alabama).[réf. nécessaire]
En grec, διόσπυρον - diospuron (Théophraste, Recherches sur les plantes, III, 13, 3) désignait la micocoule, fruit de Celtis australis L., l'arbre étant appelé λωτός - lôtos. Diospuron signifie "grain de dieu" ou blé de dieu". On doit à Pierandrea Mattioli en 1572 l'assimilation de Diospyros lotus L. au Celtis.
Joseph Banks, botaniste du premier voyage du capitaine Cook en 1768, est réputé être à l’origine de l'introduction du Diospyros kaki en Europe.
En chinois, l'arbre se dit 柿子树 shizishu et le fruit 柿子 shizi. Les Européens ont pris connaissance de ce fruit au XVIIe siècle grâce à Matteo Ricci.
En Belgique et en France, certains vendeurs appellent ces fruits des Persimons. Le mot désigne en espagnol de façon générique les kakis à chair ferme (de l'anglais persimmon avec deux m). Ce mot est apposé sur les emballages, d'où la confusion possible avec le nom du fruit ou de la variété. Le mot persimmon vient d'une langue algonquienne, et est apparenté à plaquemine.